# Búlgaros muçulmanos
Os búlgaros muçulmanos (em búlgaro: Помаци; romaniz.: Pomaci) são descendentes dos búlgaros cristãos que se converteram ao Islamismo durante os séculos XVI e XVIII.
Os muçulmanos búlgaros vivem majoritariamente nas montanhas Ródope, na região de Smolyan, na parte sul dos distritos de Pazardjik e Kurdjali e na parte leste do distrito de Blagoevegrado no sul da Bulgária e nas províncias de Xanti e Ródope no nordeste da Grécia. Também vivem num grupo de vilas na região de Lovech no norte da Bulgária.
Os muçulmanos búlgaros nas Ródope falam uma variedade de dialetos búlgaros arcaicos. Sob a influência da comunicação de massa e educação escolar, os dialetos tem sido quase completamente unificados com o búlgaro padrão entre os muçulmanos búlgaros que vivem na Bulgária. Os gregos tendem a considerar a minoria muçulmana apenas como turco-falantes e tem permitido apenas a educação em turco. A língua falada pelos membros dessas comunidades que preservaram os dialetos arcaicos do búlgaro como sua língua mãe tem sido influenciada em grande parte pelo turco e pelo grego e mostra grande desvios em relação ao búlgaro.
Os muçulmanos búlgaros não representam uma comunidade homogênea na Bulgária. Aqueles que vivem nas regiões central e leste das Ródope tendem a ser não praticantes do Islamismo e frequentemente têm nomes cristãos. Um grande número deles, especialmente aqueles que vivem nos municípios de Zlatogrado, Nedelino, Crumovegrado e Kirkovo se converteram ao Cristianismo na década de 1990. Os que vivem nos montes Pirin e na extremidade ocidental das Ródope (nos distritos de Pazardjik e Blagoevegrado) são, contudo, fortemente religiosos e tem preservado o sistema de nomes muçulmano, os costumes e roupas. Enquanto que a maioria da comunidade identificou seus membros como búlgaros nos censos populacionais de 1992 e 2001, uma minoria nos Ródope ocidentais optou pela etnia turca embora sua língua materna seja o búlgaro. O nome pomak é fortemente pejorativo em búlgaro e é uma ofensa para a maioria dos membros da comunidade, especialmente para os muçulmanos não praticantes. O nome adotado e usado é búlgaros muçulmanos.
A comunidade búlgara muçulmana na Grécia foi amplamente turquificada. Desde a década de 1990 a Grécia tem tentado promover uma identidade separada pomak, parcialmente por causa da avançada turquificação dos membros não turcos de sua minoria muçulmana (muçulmanos búlgaros e romanis) e parcialmente pelo medo do crescimento percentual de muçulmanos na Trácia nos últimos 20 anos. Um dicionário grego-pomak foi introduzido e os muçulmanos búlgaros têm frequentemente sido descritos pelas autoridades gregas como "uma combinação de búlgaros, gregos e turcos" ou até mesmo "muçulmanos eslavo-falantes gregos".
Há também uma substancial comunidade muçulmana búlgara na Turquia, estimada em cerca de 120.000 pessoas. Eles não são reconhecidos pelo governo turco como uma minoria étnica, sendo amplamente turquificados.